# Loup arctique
Canis lupus arctos
Sous-espèce
Statut de conservation UICN

 LC  : Préoccupation mineure
Répartition géographique
- Canis lupus arctos
- Canis lupus nubilus
- Canis lupus lycaon
- Canis lupus mackenzii
- Canis lupus baileyi

 Le loup arctique (Canis lupus arctos) est une sous-espèce de la famille des canidés, de l'espèce Canis lupus qui comprend les loups et les chiens. Le loup arctique habite la partie septentrionale de l'Amérique du Nord. La sous-espèce orientale équivalente est le Loup de Sibérie (Canis lupus albus).

## L'anatomie
Le loup arctique est plus petit que les autres espèces de loups : un adulte peut mesurer 90 cm de long, plus une queue de 30 cm. La hauteur au garrot va de 65 à 80 cm. Plus lourd que le loup blanc , il pèse en moyenne 45 kg, mais on a déjà dénombré des adultes pesant jusqu'à 80 kg.
Sa toison blanche est plus épaisse que celle des autres loups. Son nez est plus petit et plus rond, ses muscles et ses oreilles sont plus petits, et les pattes plus courtes afin de diminuer l'exposition au froid.
Ses mâchoires sont puissantes et des dents pointues avec de longues canines lui permettent de déchirer la viande. Son acuité visuelle, son ouïe et son odorat sont remarquables et font de lui un excellent chasseur.
Le loup arctique atteint de 10 à 15 ans à l'état sauvage et 20 ans en captivité.

## Diffusion et cadre de vie
Les loups arctiques vivent dans le nord du Canada, de l'Alaska, du Groenland, entre 70 et 75 degrés de latitude Nord. Le territoire est couvert de neige et de glace à l'année, tandis que la température peut descendre jusqu'à −60 °C en hiver.
L'activité humaine y est très limitée, le loup arctique a très peu de contact avec l'homme ; ainsi, il n'est pas chassé et vit toujours dans son habitat d'origine.
Au Québec, il est possible d'observer des meutes de loups arctiques dans des parcs de vision comme le Zoo sauvage de Saint-Félicien et le Parc Mahikan.

## Chasse et nourriture
Les loups chassent surtout les lemmings et les lièvres, en solitaire, tandis qu'ils s'attaquent aux plus grands animaux, tels que les caribous et les bœufs musqués, en meute. Ils tuent habituellement leur proie en les mordant à la nuque. Ils ne laissent rien de leur proie, dévorant tout jusqu'à la peau, les poils et les os.

## Communication
Les loups communiquent surtout avec leur corps, mais aussi avec les sons, dont les hurlements.
Hurler a un grand nombre de significations. Cela sert à rester en contact lorsque le groupe est très dispersé. Les loups hurlent aussi au début et à la fin de la chasse et s'ils veulent protéger quelque chose, comme leur territoire ou une proie fraîchement tuée.
On pense que ces hurlements aident à maintenir le contact social et les liens au sein du groupe.

## Structure et vie sociale
Les loups sont des animaux sociables qui vivent surtout en meutes, à la tête desquelles se trouvent un mâle alpha et une femelle alpha. Cette hiérarchie qu'on observe chez toutes les espèces de loups détermine l'ordre dans lequel s'effectue l'alimentation et la reproduction.

## Reproduction

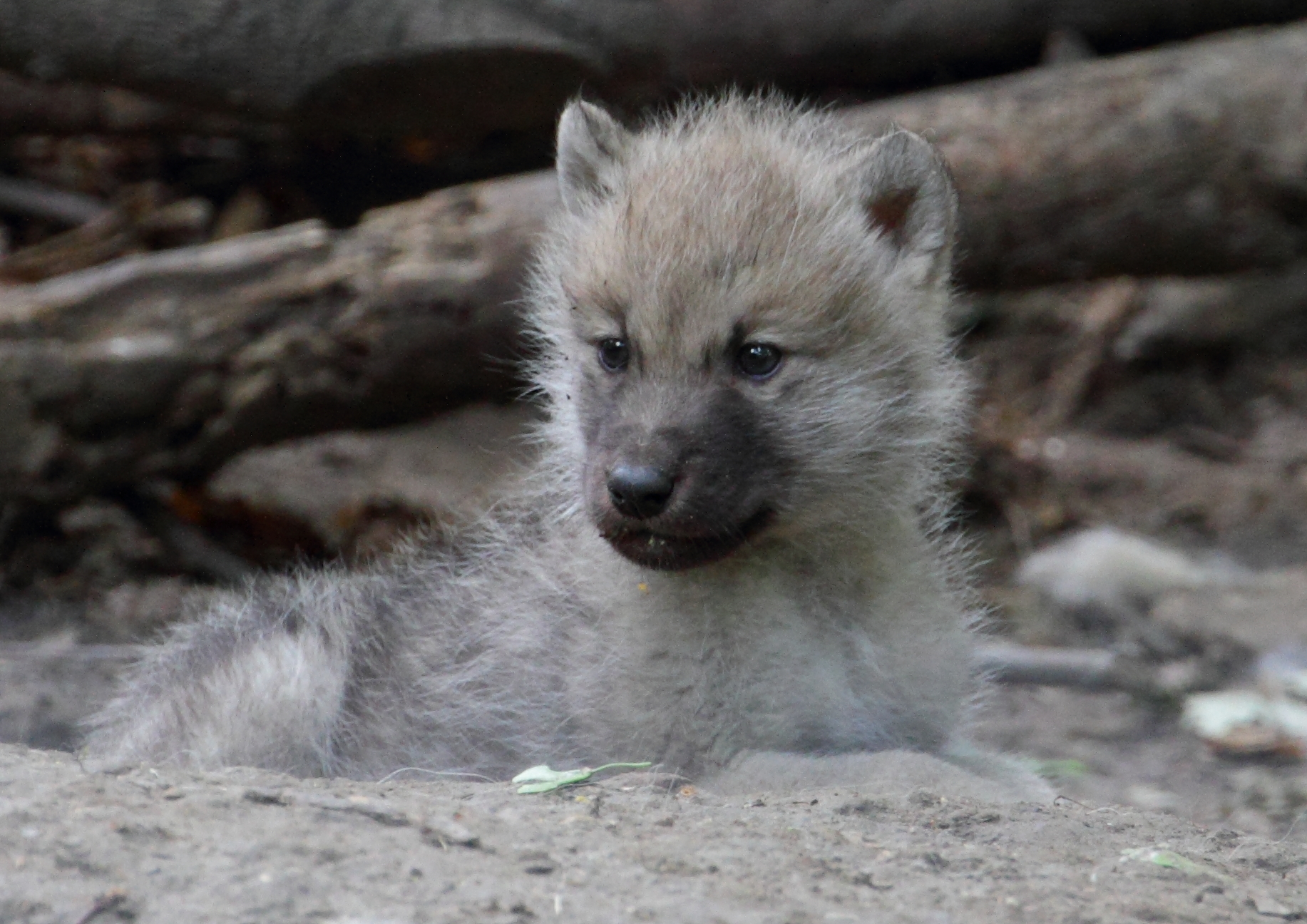
Jeune loup arctique.

Seuls la femelle alpha et le mâle alpha ont le droit de se reproduire. Mais sous un climat glacial élever des louveteaux est très difficile. La femelle alpha n'élève ses petits que pendant le printemps et l'été. Il lui faut pour cela un trou ou un abri, le pergélisol et la rigueur du climat froid rendent très difficile de creuser le premier ou de trouver le second. Les loups arctiques ne s'accouplent qu'une fois par an et la mère met au monde de 2 à 3 louveteaux, le plus souvent en mai ou en juin, après deux mois de gestation. C'est nettement moins que les autres espèces de loups (5 à 6 petits). Du fait que la nourriture est rare, il ne faut pas que le groupe devienne trop grand.
Les louveteaux naissent aveugles, sourds, et tout à fait démunis. Ils dépendent de la femelle alpha et celle-ci dépend du mâle alpha qui apporte la nourriture. Dès que les louveteaux atteignent un mois, ils sont capables de manger de la viande. Alors c'est la meute entière qui s'occupe de leur nourriture.

## Leurs ennemis
Le loup arctique a très peu d'ennemis. En dehors du froid glacial, l'homme est le seul à être un danger pour lui.

## Taxonomie
L'apparence du Loup gris présente une grande variabilité selon leur région d'origine. De nombreuses sous-espèces ont été décrites sur la base de quelques individus, sans prendre en compte la variabilité phénotypique naturelle de l'espèce. Ainsi, Edward Alphonso Goldman décrit 24 sous-espèces américaines différentes en 1944.
Les recherches actuelles[Quand ?] sont fondées sur des critères multifactoriels tels que la morphologie, la paléontologie, le comportement et les analyses génétiques. Cette réorientation de la description des sous-espèces a conduit à réduire considérablement le nombre de sous-espèces en considérant qu'il s'agit dans la majorité des cas d'adaptations locales de l'espèce Canis lupus.
En 1983, Nowak[Qui ?] propose de réduire les loups d'Amérique à cinq sous-espèces : Canis lupus occidentalis, arctos, baileyi, nubilus et lycaon. Son argumentation se développe autour de la séparation géographique en Amérique du Nord de cinq populations de loups au cours de la glaciation du Pléistocène, isolation durable qui aurait permis la formation des différentes formes. Les cinq formes de loups sont par la suite confirmées par des études génétiques, bien que la sous-espèce Canis lupus lycaon soit à présent reconnue comme une espèce, le Loup du parc d'Algonquin.
Canis lupus arctos regroupe les anciennes sous-espèces suivantes :
- Canis lupus orion - le loup du Groenland
- Canis lupus bernardi - le loup de l'ile victoria (éteint)

### Sources
- (nl) Cet article est partiellement ou en totalité issu de l’article de Wikipédia en néerlandais intitulé « Poolwolf » (voir la liste des auteurs).